# Bourrée
| Johann Sebastian Bach - Suite BWV 996 V Bourrée          |
|                                                          |
| Bourrée in mi minor, cinquè moviment de la suite de Bach |
|                                                          |

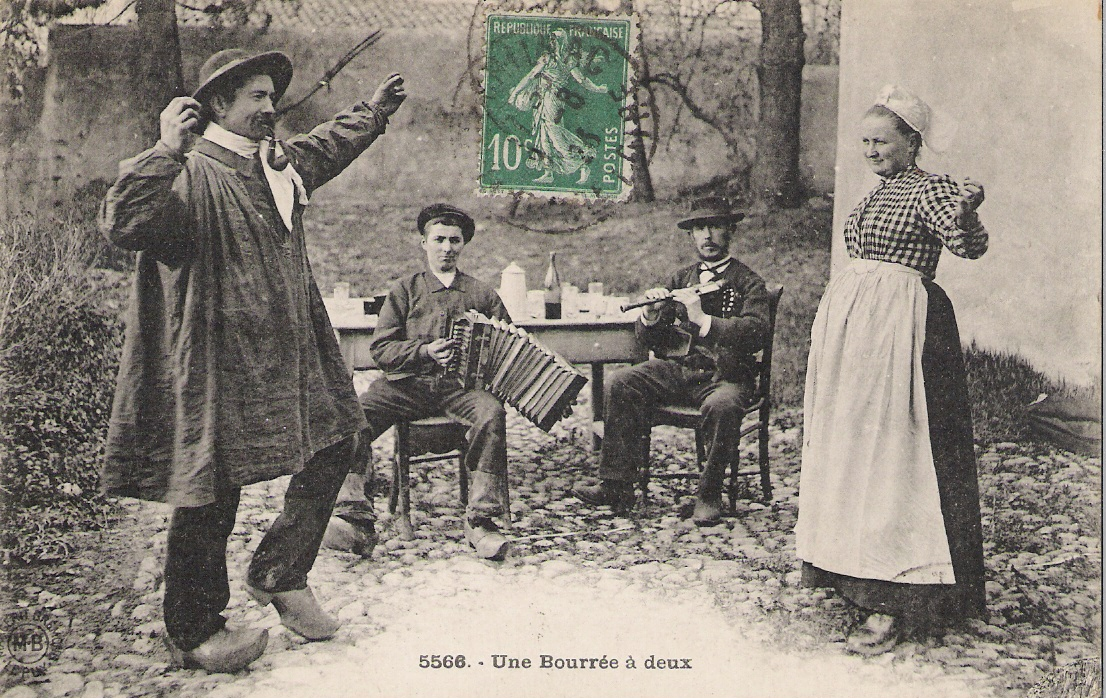
Borrèia d'Alvèrnia en una fotografia de principis del segle XX

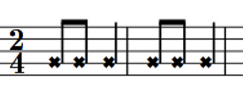
Ritme habitual del pas d'una bourrée a dos temps

La borrèia o bourrée és un tipus de dansa tradicional de dos i tres temps molt estesa per Occitània, d'origen basc segons certs especialistes. Es balla sobretot al Massís Central i a l'Arieja. A l'Arieja, el Berry i el Borbonès hom balla una borrèia de dos temps, mentre que al Llemosí i a Alvèrnia sovint és de tres temps. Aquest ball també és conegut localment amb altres noms, com Montanharda o Auvernhata.
La borrèia es balla per parelles, no necessàriament formades per un home i una dona, que es disposen en fila, de manera que cada ballarí es troba de cara a la seva parella i amb un ballarí a cada banda (o només en una, si és a l'extrem). Els ballarins es desplacen sobretot avançant, reculant o canviant de lloc amb la parella.
Per extensió es diuen també borreies les cançons amb les quals es balla la borreia. La música i les cançons no tenen instruments veritablement característics ni obligatoris sinó que hom emprava el que tenia i sabia tocar. La majoria tenen veus i violins i, sobretot les més noves, solen afegir l'acordió diatònic típic i tradicional d'aquestes terres. Altres instruments són possibles, com per exemple la cornamusa, la viola de roda o, a l'Arieja, l'oboè. Les cançons dels segles xvii i xviii tenien compassos binaris, i sembla que només a la zona del centre amb el temps han evolucionat a tres temps.
Generalment (en les Suites de Bach principalment) les bourrées formen parella; la segona ocupa el lloc del trio en el Minuet tradicional, i el conjunt s'acaba pel retorn (Da capo) de la primera bourrée sense les repeticions.

## Història
Sembla que la borreia originàriament era una dansa cortesana i se'n tenen referències escrites des del segle xvii. La primera menció de la borreia com a ball popular la trobem en un escrit del 1665 de Clarmont d'Alvèrnia.
La bourrée sembla haver estat elevada a dansa de cort en la segona meitat del segle XVI: els alvernesos n'havien fet una notable demostració amb motiu d'una festa en honor de Caterina de Mèdici. Això no obstant, l'Orchésographie (1589) de Thoinot Arbeau, obra fonamental per la coneixement de les danses antigues, no l'esmenta pas, tot i que el seu autor estava perfectament introduït en les festivitats parisenques.
Amb tot, cap a la meitat del segle xvi, la bourrée a dos temps, practicada ja en els salons, és integrada a la Suite instrumental en una forma estilitzada. Lully, Rameau, Händel, Bach, en fan ús freqüent. Aleshores es compon de dues parts amb repeticions, en un moviment ràpid, alla breve (2/2), i comença per la darrera negra d'un compàs.

## Discografia
- Johann Sebastian Bach, Suite núm. 4. Hi ha bourrée en les 4 suites, però aquestes són incontestablement les més belles.
- George Frideric Handel, Concert per a orgue núm 7 (op. 7 núm 1)
- Emmanuel Chabrier, Bourrée fantasque
- Emmanuel Chabrier, Bourrées d'Alvèrnia
- Emmanuel Chabrier, Bourrées del Llemosí.